# Транспорт в Калгари
Город Калгари (Альберта) имеет обширную транспортную сеть, включающую в себя разнообразную дорожную, железнодорожную, воздушную, общественно-транспортную и пешеходную инфраструктуру. Калгари — это ещё и крупный канадский транспортный узел и главный центр грузовых перевозок северо-запада Северной Америки и других регионов. Город расположен на пересечении сети автомобильных дорог «Кэнамекс» с Трансканадской магистралью (Магистраль 1 в Альберте).
Калгари — степной город, у которого никогда не было значительных помех для роста, поэтому его площадь достигает уже около 745 км² (причём лишь половина этой территории застроена), а площадь агломерации составляет почти 5100 км². Этот экстенсивный рост стимулировал развитие обширной ориентированной на персональный транспорт дорожной сети и сети скоростных автострад.
С 1981, когда в городе официально открылась первая ветка сети скоростного общественного транспорта Си-Трейн, стало возрастать значение общественного транспорта как альтернативы автомобилям. Теперь объём пассажирских перевозок Си-Трейна больше, чем в любой другой сети скоростных трамваев в городах Северной Америки: он составляет 268 000 посадок в будний день. Велосипед также представляется заметной альтернативой автомобилю в Калгари. При этом в последние годы рост численности и плотности населения микрорайонов центрального района, особенно Белтлайна, способствовал тому, что больше людей стало ходить пешком.

## Общественный транспорт
Основной сетью общественного транспорта Калгари управляет Calgary Transit. Эта служба работает только в пределах города Калгари и не осуществляет перевозки в другие населённые пункты области Калгари. Некоторые населённые пункты в агломерации Калгари имеют собственные транспортные службы (например, Airdrie Transit). Calgary Transit принадлежит городу Калгари и управляется им.

### Скоростной трамвай

Сеть Си-Трейн в Калгари

В сети скоростных трамваев, известной как Си-Трейн, протяжённостью 48,8 км имеется 37 станций. Она была одной из первых подобных сетей в Северной Америке. До недавнего времени Калгари и Эдмонтон были единственными североамериканскими городами с населением менее одного миллиона человек, где действовали сети скоростного общественного транспорта. Линия Макнайт — Сити-Сентер обслуживает деловую часть и северо-восток города, а линия Кроуфут — Сомерсет идёт с северо-запада на юг Калгари через деловую часть. Проезд между станциями, расположенными на 7-й авеню в деловой части, бесплатный. Интересно, что энергия для сети Си-Трейн, в отличие от всех подобных сетей, полностью вырабатывается ветром, то есть при этом атмосфера не загрязняется.

### Автобусы
Calgary Transit также управляет сетью автобусов, маршруты которых связывают все части города. Компания неоднократно получала награды за эффективную работу и бережное отношение к окружающей среде. В сети организовано более 160 автобусных маршрутов и три линии (два маршрута) Си-Трейна общей протяжённостью 4500 км.

## Шоссе и улицы

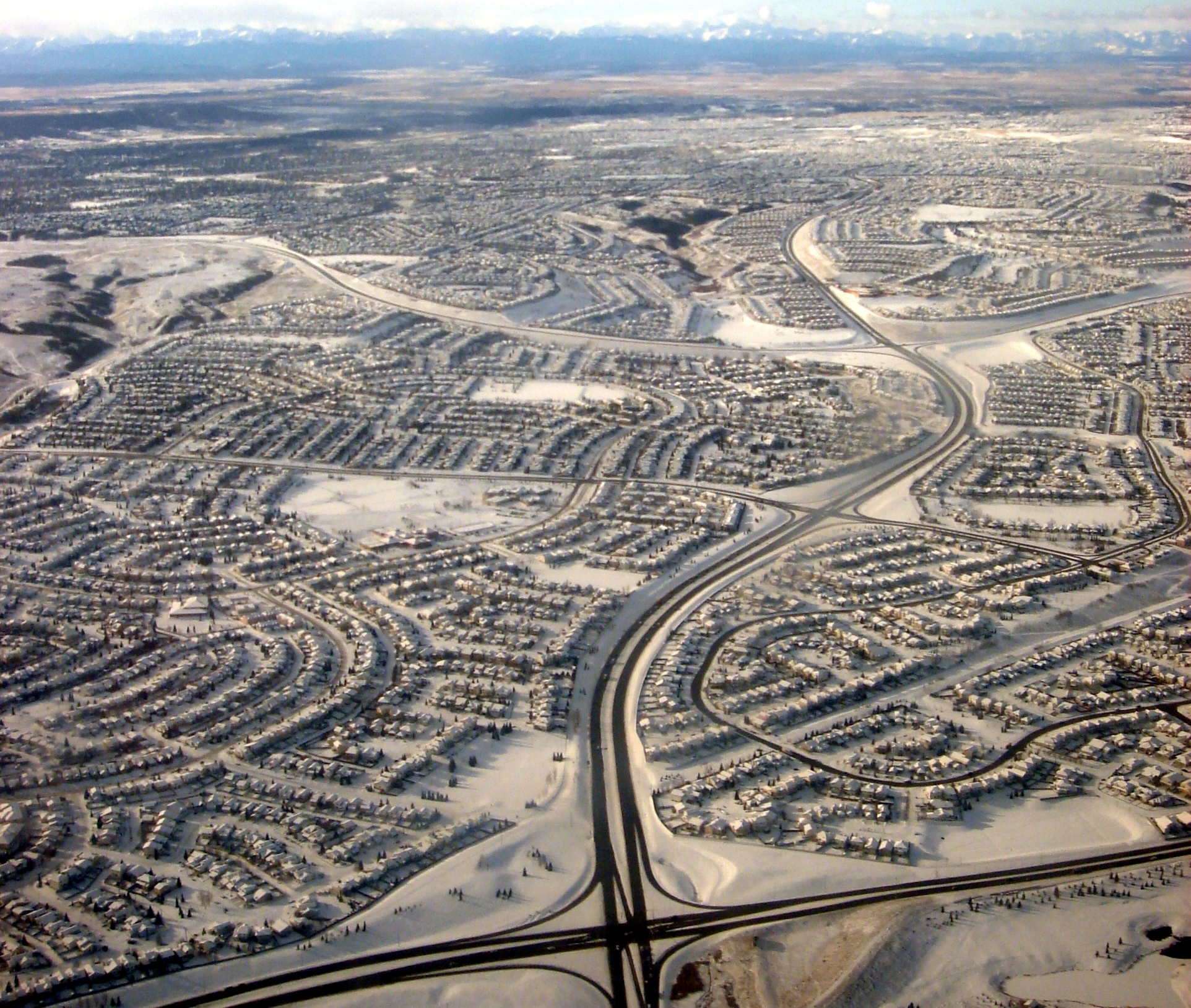
Пересечение бульвара Кантри-Хилс с шоссе Беддингтон в Сэнстоун-Вэлли (Калгари)

В Калгари хорошо развита уличная сеть. Наряду с обычными шоссе существует ряд крупных артерий: платных и бесплатных автострад. Крупнейшей из автострад является пролегающее с севера на юг шоссе Дирфут. Большинство основных бесплатных автострад называются шоссе (англ. Trails), как и некоторые основные магистральные дороги, не вписывающиеся в пронумерованную сетку улиц. Буквальное значение англ. Trails «дороги» для обозначения крупных шоссе связано с тем, что эти шоссе образовались как раз вдоль старинных дорог первопоселенцев. Первоначальные шоссе (дороги) назывались по поселениям, в которые они вели: например, шоссе Эдмонтон (часть бывшего шоссе Калгари — Эдмонтон), шоссе (Форт-)Маклауд и шоссе Банф (которое вместе с участком 24-й Западной улицы было впоследствии переименовано в шоссе Кроучайлд). В последнее время развитые местные платные автострады получили статус шоссе и были названы в честь известных людей из истории Калгари (шоссе Кроучайлд, шоссе Маркуис-оф-Лорн), местных племён (шоссе Стоуни, шоссе Сарси, шоссе Блэкфут) или опять-таки по их направлению (шоссе Эйрпорт).
Планы, составленные в 1950-х — 1960-х и предусматривавшие ещё более обширную сеть бесплатных автострад, включая надземные автострады, уступили место развивающейся в североамериканских городах тенденции к смещению ориентиров с шоссе на инфраструктуру общественного транспорта.
За пределами центра деловой части, особенно в старых кварталах, на тротуарах в местах перекрёстков обозначены названия поперечных улиц. Так как это делалось когда-то вручную не всегда грамотными служащими муниципалитета, то названия некоторых улиц написаны с орфографическими ошибками или перепутанными буквами.

### Организация

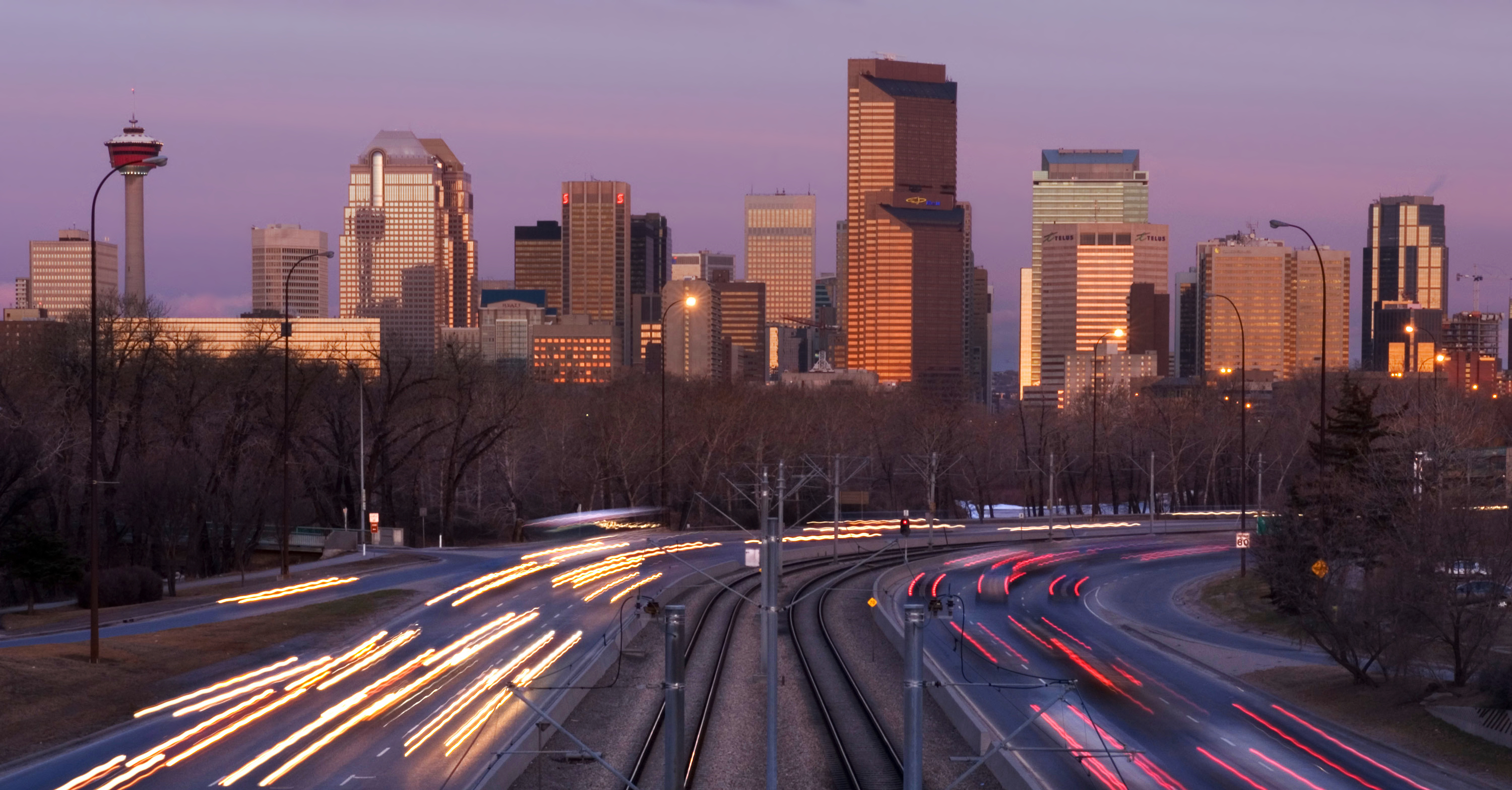
Проезд Мемориал к западу от моста Зу

Традиционно планировка дорог в Калгари была прямоугольной. Первоначально улицы и авеню имели названия, но с 1904 они стали нумероваться. В настоящее время в городе преобладают пронумерованные улицы (ориентированные с севера на юг) и авеню (с востока на запад), хотя снова входят в моду названия. Город разделён на четыре сектора: Северо-восток, Северо-запад, Юго-восток и Юго-запад, и все названия улиц и адреса имеют обозначение сектора города (а в английском варианте оканчиваются таким обозначением: NW, NE, SE или SW). Центром системы координат является мост Сентер-Стрит, а границами секторов — улица Сентер и одноимённая авеню (но границами служат не только эти улицы; в южных районах это шоссе Маклауд, за исключением окрестностей центра Чинук, где шоссе Маклауд отклоняется к западу; в западных районах границами служат река Боу и Трансканадская магистраль). Шоссе и скоростные автострады в преимущественно пригородных жилых районах обычно не соответствуют прямоугольной сетке и поэтому не пронумерованы (хотя некоторые пригородные улицы, которые вписываются в неё, пронумерованы).
Магистрали (в том числе скоростные автострады) в сетке чётко и равномерно распределены с интервалами примерно в 1 милю (1,6 км) — это бывшие районные и пастбищные дороги:
- Авеню к северу от деловой части: 16-я, 32-я, 48-я, 64-я, 80-я, 96-я, 112-я, 128-я, 144-я
- Авеню к югу от деловой части: 17-я, 34-я, 50-я, 66-я, 82-я, 90-я, 114-я, 130-я, 146-я, 162-я, 178-я, 194-я
- Улицы к востоку от деловой части: 6-я, 15-я, 24-я, 36-я, 52-я, 68-я, 84-я
- Улицы к западу от деловой части: 14-я, 24-я, 37-я, 53-я, 69-я, 85-я, 101-я, 117-я

Особенностью нумерации домов является то, что она задумывалась для адресов на пронумерованных улицах: началом нумерации является пересечение улицы Сентер и авеню Сентер. Здания на этом перекрёстке имеют номера 100 (не 0 и не 1), и нумерация продолжается от этой точки, причём в каждом следующем квартале она начинается с новой сотни вне зависимости от стороны улицы или от количества зданий в промежутке между поперечными улицами. Например, дом № 545 по 16-й Северо-Западной авеню находится между 4-й и 5-й Северо-Западными улицами. Самые большие номера домов встречаются в самых южных пригородах на улицах, идущих с севера на юг, где они достигают 20000.

### Главные улицы

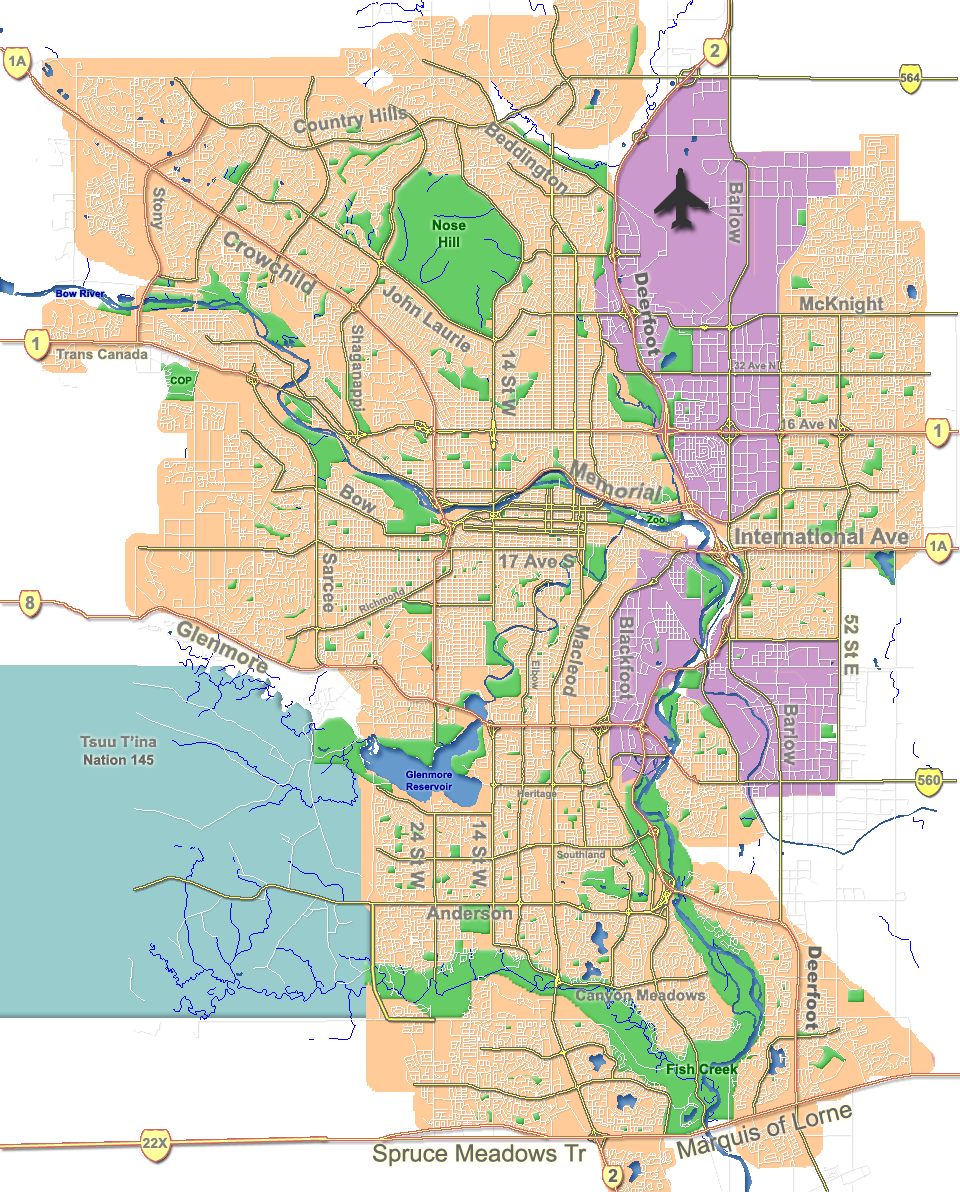
Калгарийская дорожная сеть

- Южная 6-я авеню / Южная 9-я авеню (частично Магистраль 1A)
- Западная 14-я улица
- Северная 16-я авеню (Магистраль 1 / Трансканадская магистраль)
- Юго-восточная 17-я авеню (частично Магистраль 1A)
- Юго-западная 17-я авеню
- Восточная 36-я улица (севернее бульвара Макнайт становится шоссе Мейти)
- Восточная 52-я улица (севернее бульвара Макнайт становится бульваром Фолконридж)
- шоссе Андерсон
- шоссе Барлоу
- шоссе Блэкфут
- шоссе Боу
- улица Сентер (севернее шоссе Беддингтон становится бульваром Харвест-Хилс)
- бульвар Кантри-Хилс
- шоссе Кроучайлд (частично Магистраль 1A)
- шоссе Дирфут (Магистраль Королевы Елизаветы II / Магистраль 2)
- проезд Элбоу
- шоссе Гленмор (частично Магистраль 8)
- проезд Херитидж
- бульвар Джон-Лори
- шоссе Маклауд (Магистраль 2A)
- шоссе Маркуис-оф-Лорн (Магистраль 22X)
- бульвар Макнайт
- проезд Мемориал
- шоссе Сарси
- шоссе Стоуни (Магистраль 201)

### Скелетообразная дорожная сеть

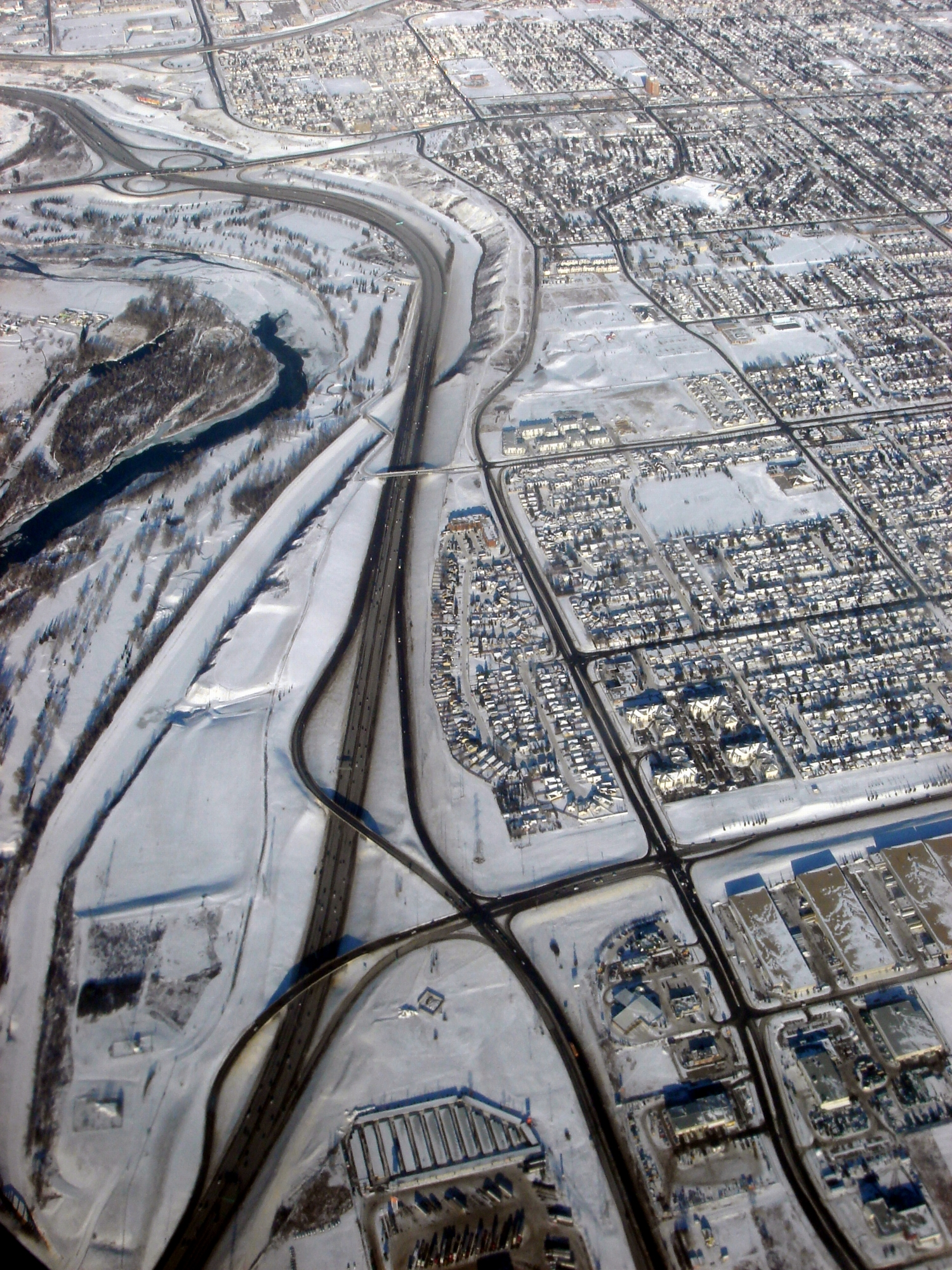
Развязка шоссе Дирфут — Пейган

Для обеспечения свободного и непрерывного потока по всему городу в Калгари выделены крупные транспортные коридоры. Все они (за исключением центрального участка 16-й авеню) должны стать бесплатными скоростными автострадами, если ещё не имеют такого статуса.
Коридоры север — юг:
- шоссе Дирфут
- шоссе Кроучайлд — шоссе Гленмор — 14-я улица — шоссе Андерсон — шоссе Маклауд
- шоссе Стоуни — Магистраль 1 — шоссе Сарси — шоссе Гленмор

Коридоры запад — восток:
- Скоростная автострада Восток
- Шоссе Маркуис-оф-Лорн (Магистраль 22X)
- Магистраль 8 — шоссе Гленмор
- Трансканадская магистраль (16-я Северная авеню)
- шоссе Стоуни — бульвар Кантри-Хилс

## Воздух

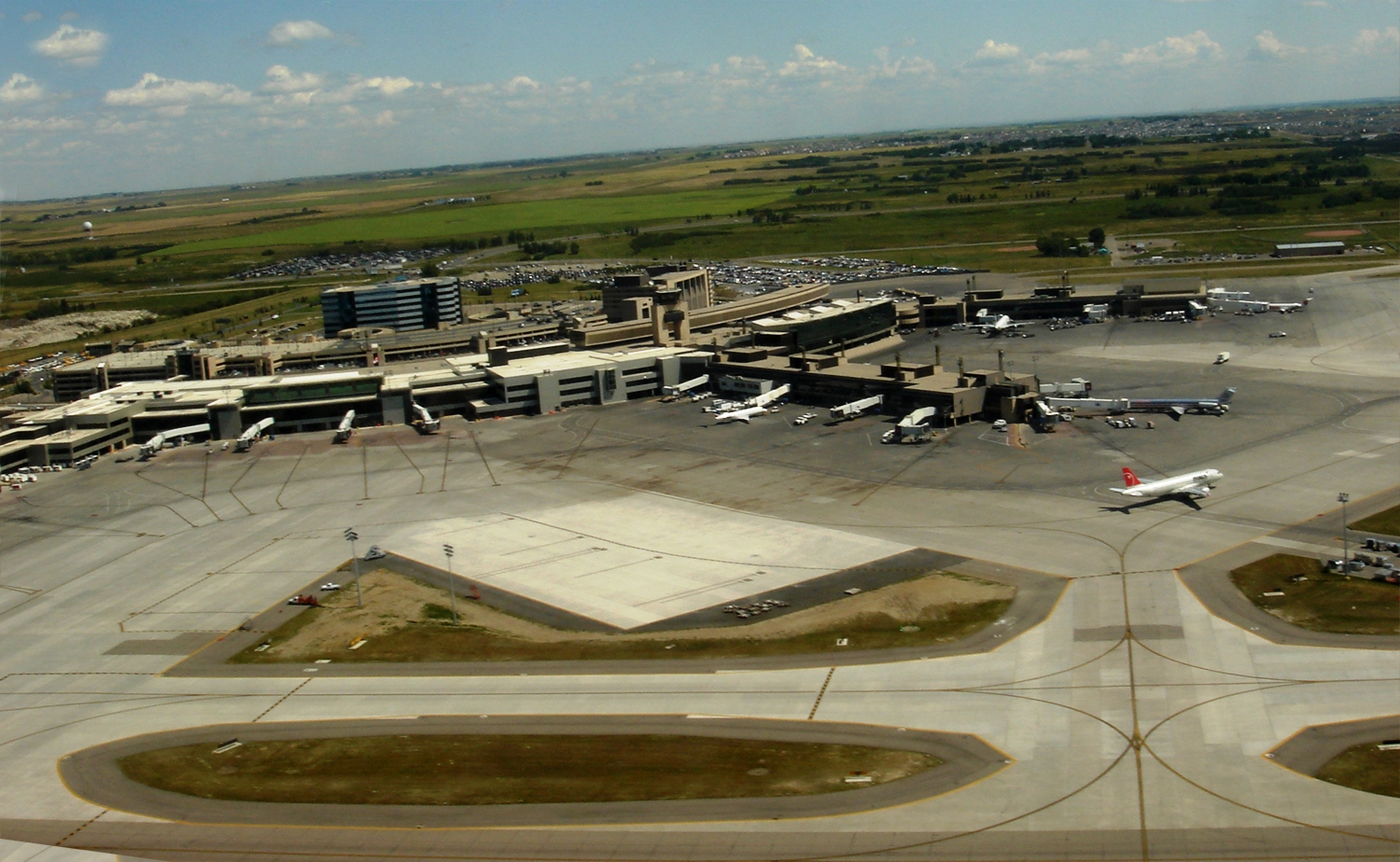
Международный аэропорт Калгари

Международный аэропорт Калгари (код ИКАО: CYYC, код ИАТА: YYC) — единственный международный аэропорт в области Калгари и один из всего лишь двух — в провинции. Аэропорт является основной базой и крупнейшим узлом WestJet Airlines, а также узловым для Air Canada. В общей сложности регулярные рейсы по расписанию в этот аэропорт и из него осуществляют около 20 пассажирских авиакомпаний. Он является также крупным узловым аэропортом для нескольких грузовых авиалиний, в том числе DHL, FedEx, Purolator и United Parcel Service.
Главным образом, аэропорт беспосадочными полётами связывает Западную Канаду с Восточной Канадой, 18 крупными американскими городами, а также курортами Карибского моря и Мексики. Международный аэропорт Калгари имеет также регулярное сообщение с Лондоном, Франкфуртом, Амстердамом, Мехико и Токио.
Международный аэропорт Калгари — четвёртый аэропорт Канады по объёму пассажиропотока после международного аэропорта Торонто имени Пирсона, международного аэропорта Ванкувера и международного аэропорта Монреаля имени Трюдо. В 2008 он обслужил более 12,5 миллиона пассажиров.
Второй аэропорт Калгари — аэропорт Калгари-Спрингбанк — расположен в западном пригороде Спрингбанк, обслуживает полёты частных самолётов и является запасным для основного аэропорта.

## Железная дорога

### Пассажирские перевозки
Калгари также является крупнейшим канадским городом без междугородней пассажирской службы, так как обслуживание города VIA Rail было прекращено консервативным правительством в конце 1980-х — начале 1990-х. На бывшем вокзале VIA Rail Калгари обслуживают Rocky Mountaineer и Royal Canadian Pacific. К возможным будущим железнодорожным проектам относятся:
- Скоростной поезд
- Пригородный поезд

### Перевозка грузов
Калгари пересекают четыре главных железнодорожных линии Canadian Pacific и CN Rail, а также различные местные линии в промышленных зонах в восточной части города. Одной из главных железнодорожных сооружений в Калгари является сортировочная станция КТЖД Элит, где многие из местных линий соединяются с главными линиями.

## Велосипеды и пешеходы
В городе Калгари также организована сеть мощёных многоцелевых дорожек (для езды на велосипеде, катания на роликовых коньках и бега трусцой). Специальная сеть дорожек в Калгари общей длиной 635 км является одной из самых протяжённых в Северной Америке. Наряду с этим выделено около 290 км уличных, обозначенных знаками велосипедных дорожек. Дорожки связывают многие парки города и долину реки с жилыми районами и деловой частью. Сеть дорожек доходит даже до аэропорта. Калгарийцы круглогодично пользуются этими дорожками для прогулок и пробежек и ездят по ним на велосипеде в разные части города. В июне 2005 из-за сильного подъёма воды большинство дорожек вдоль рек Элбоу и Боу было разрушено (в том числе пешеходные мосты). Ремонт уже находится в стадии завершения.
Сеть надземных пешеходных дорожек, или эстакад, в деловой части (известная как сеть +15) является крупнейшей в мире. Эти пешеходные дорожки не только соединяют между собой здания, но и включают в себя рестораны, магазины и коммуникации. Протяжённость сети составляет 16 км.